# John Ledyard
John Ledyard (Groton (New London County, Connecticut), november 1751  - Caïro (Egypte), 10 januari 1789) was een Amerikaanse avonturier en wereldreiziger.
Na onder meer een tijd onder de indianen te hebben geleefd en in Gibraltar in het Britse leger te hebben gediend, vertrok Ledyard in 1776 met de Resolution op de derde reis van James Cook naar de Grote Oceaan. Hij vatte hier het plan op om bonthandel met China te beginnen, een handel waarin niet lang daarna inderdaad lucratieve zaken zouden worden gedaan. Hij reisde door Europa en probeerde steun voor zijn expedities te vinden.
Uiteindelijk kreeg hij in Sint-Petersburg financiën in naam van Joseph Banks voor een expeditie naar Siberië. Hij vertrok in september 1787 uit Sint-Petersburg en reisde naar Irkoetsk en Jakoetsk. Bij terugkeer in Irkoetsk werd hij echter gearresteerd op valse beschuldigingen dat hij een Franse spion zou zijn, en verbannen naar Polen.
Met hulp van Banks wist Ledyard uiteindelijk Londen te bereiken, en daar trad hij in dienst van de door Banks geleide African Society. Deze zond diverse expedities uit om de Niger te bereiken en vast te stellen hoe deze stroomde. Ledyard vertrok uit Engeland in juni 1788 met de bedoeling Caïro en Mekka te bezoeken, en vervolgens van oost naar west door Noord-Afrika te trekken tot aan Timboektoe. In Caïro aangekomen, overleed hij echter (in november 1788 of januari 1789) aan een voedselvergiftiging dan wel door een vergiftiging aan de hiertegen ingenomen medicijnen.